# 新検見川駅

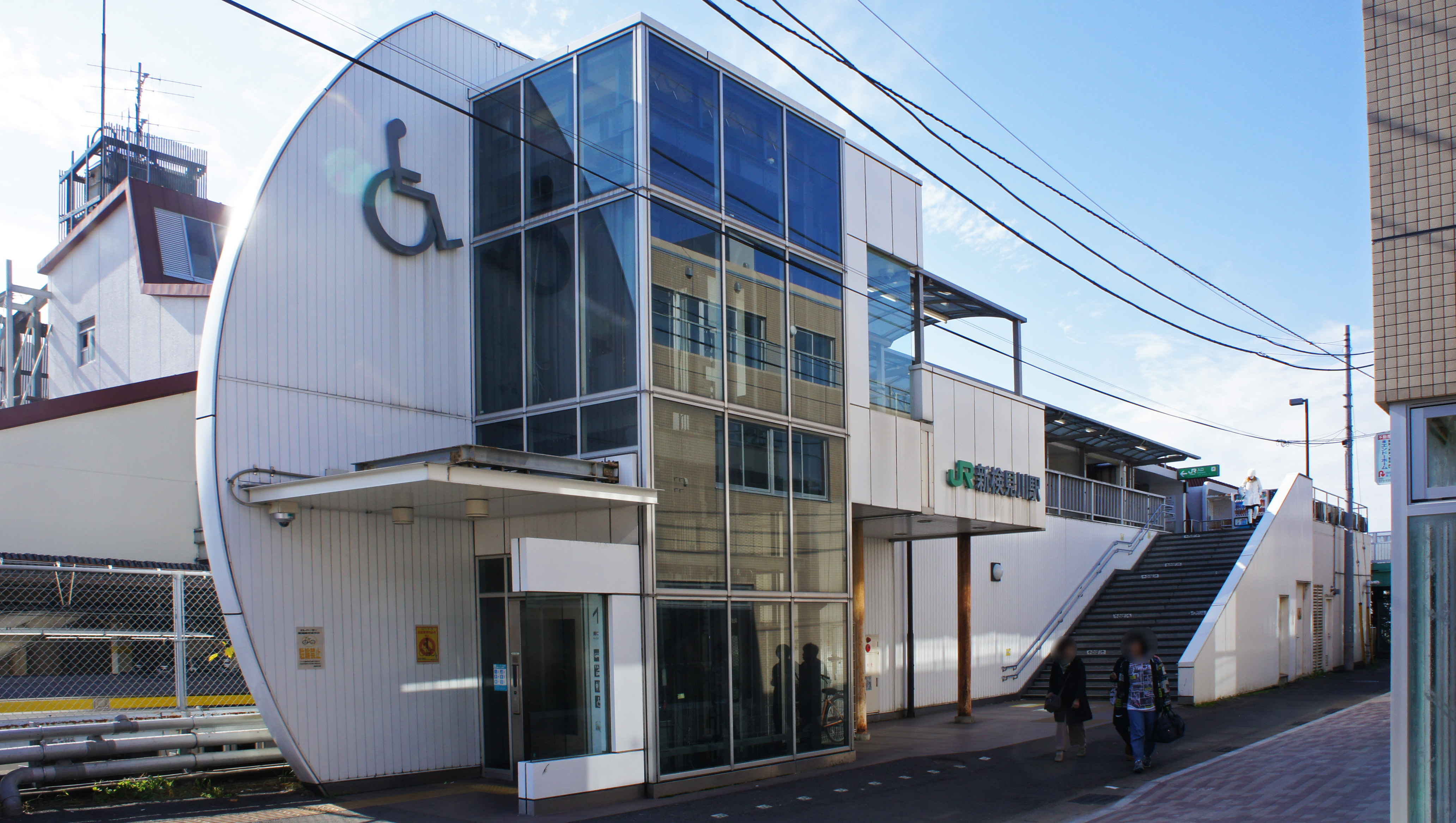
北口（2019年12月）

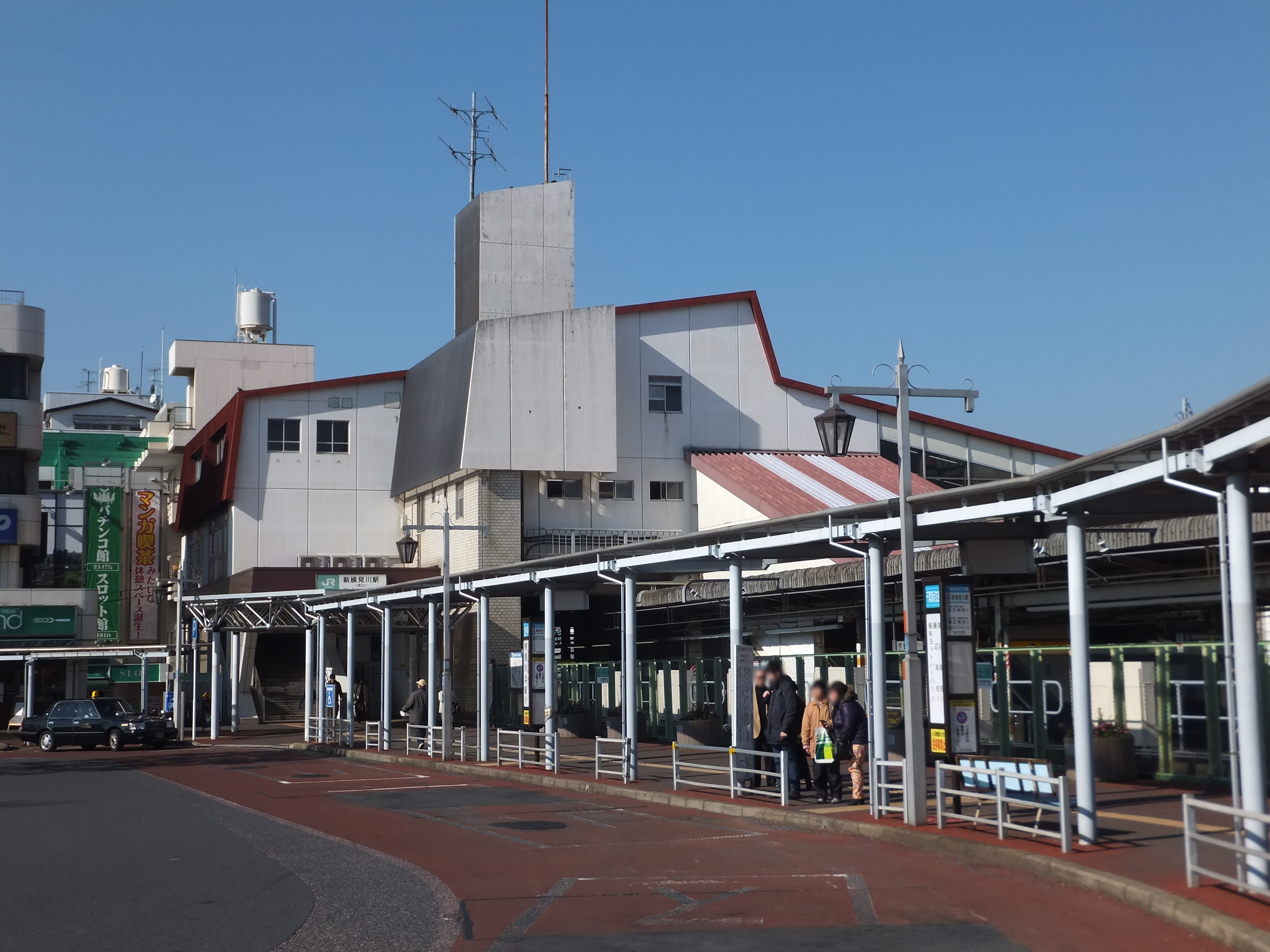
南口（2013年12月）

新検見川駅（しんけみがわえき）は、千葉県千葉市花見川区南花園二丁目にある、東日本旅客鉄道（JR東日本）総武本線の駅である。運行系統としては緩行線を走行する総武緩行線が停車する。駅番号はJB 36。

## 歴史
- 1951年（昭和26年）7月15日：日本国有鉄道の駅として開業[1]。旅客のみの扱い。
開業当時は1番ホーム（中野、三鷹行き）、2番ホーム（千葉行き）の相対式ホーム[1]。駅舎は1番ホームと隣接して南側に存在し、2番ホームとは跨線橋で結ばれていた。
- 1978年（昭和53年）6月16日：新駅舎完成[3]。駅舎が橋上駅舎となり、ホームは島式となった。また、北・南・西口が作られた。
- 1986年（昭和61年） 3月20日：みどりの窓口を開設[4]。
- 1987年（昭和62年）4月1日：国鉄分割民営化に伴い、東日本旅客鉄道（JR東日本）の駅となる[5]。
- 1993年（平成5年）5月29日：自動改札機を設置し、供用開始[6]。
- 2001年（平成13年）11月18日：ICカード「Suica」の利用が可能となる[広報 1]。
- 2009年（平成21年）
  - 3月15日：改札内エレベーター使用開始。
  - 3月27日：南口・北口エレベーター使用開始。
- 2017年（平成29年）
  - 2月25日：早朝無人化[7]。
  - 2月28日：この日をもってみどりの窓口の営業を終了[7]。
- 2019年（令和元年）7月1日：業務委託化[2]。
- 2021年（令和3年）11月9日：駅ナカシェアオフィス「STATION WORK」のテレワークブース「STATION BOOTH」が開設[8]。
- 2025年（令和7年）度：スマートホームドアの使用を開始（予定）[9]。

### 駅名の由来
幕張本郷 - 千葉間は京成千葉線とほぼ併走している。併走区間で唯一京成より後に開業した。そのため、検見川という駅名は使えず、前に『新』を付けて、新検見川とした。京成千葉線の検見川駅は徒歩圏内に位置している。

### 周辺地域
沿線住民からは「シンケミ」の愛称で親しまれており、付近には飲み屋などの飲食店の他、緑地や公園も多数存在する。また、駅全体が花園台地の中に位置しており、1駅隣の幕張駅とは高低差がある。JR東日本の駅において、千葉市花見川区役所の最寄り駅である。

## 駅構造
複々線上の緩行線上に設けられた島式ホーム1面2線を有する地上駅で、橋上駅舎を有している。JR東日本ステーションサービスが駅業務を受託している千葉統括センター(稲毛駅)管理の業務委託駅。駅舎への出入口は線路を挟んで両側にある。
Suica対応自動改札機、指定席券売機、乗車駅証明書発行機（稼働時間：始発 - 6時30分）設置駅。
2009年3月にエレベーターが完成。それに伴い北口の階段が全面改修された。さらに同年11月16日から2010年3月中旬まで駅舎内の改良工事を行っている。これに伴い2009年11月28日から改札口が移動したが、2010年2月20日に元の位置に戻り、若干拡張された。同日、駅舎内は左側通行に変更され、それに伴いエスカレーターの進行方向も変更している。
2017年2月25日より、始発から午前6時30分までの間は遠隔対応（インターホン対応は稲毛駅が行う）、一部の自動券売機のみ稼働する。

### のりば
| 番線 | 路線               | 方向 | 行先                     |
| ---- | ------------------ | ---- | ------------------------ |
| 1    | 総武線（各駅停車） | 西行 | 西船橋・秋葉原・新宿方面 |
| 2    | 総武線（各駅停車） | 東行 | 稲毛・千葉方面           |

（出典：JR東日本:駅構内図）

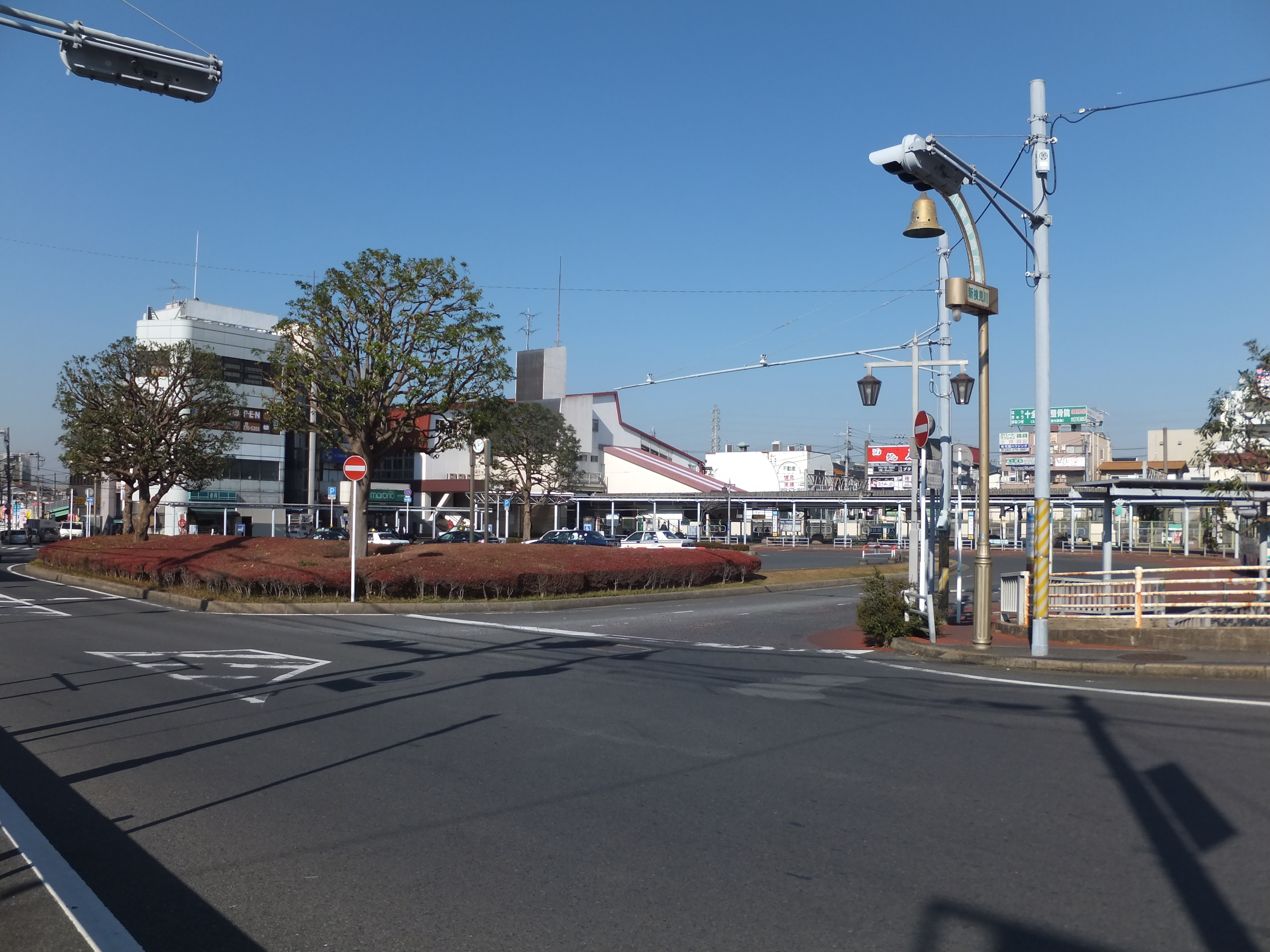
南口駅前ロータリー（2013年12月）
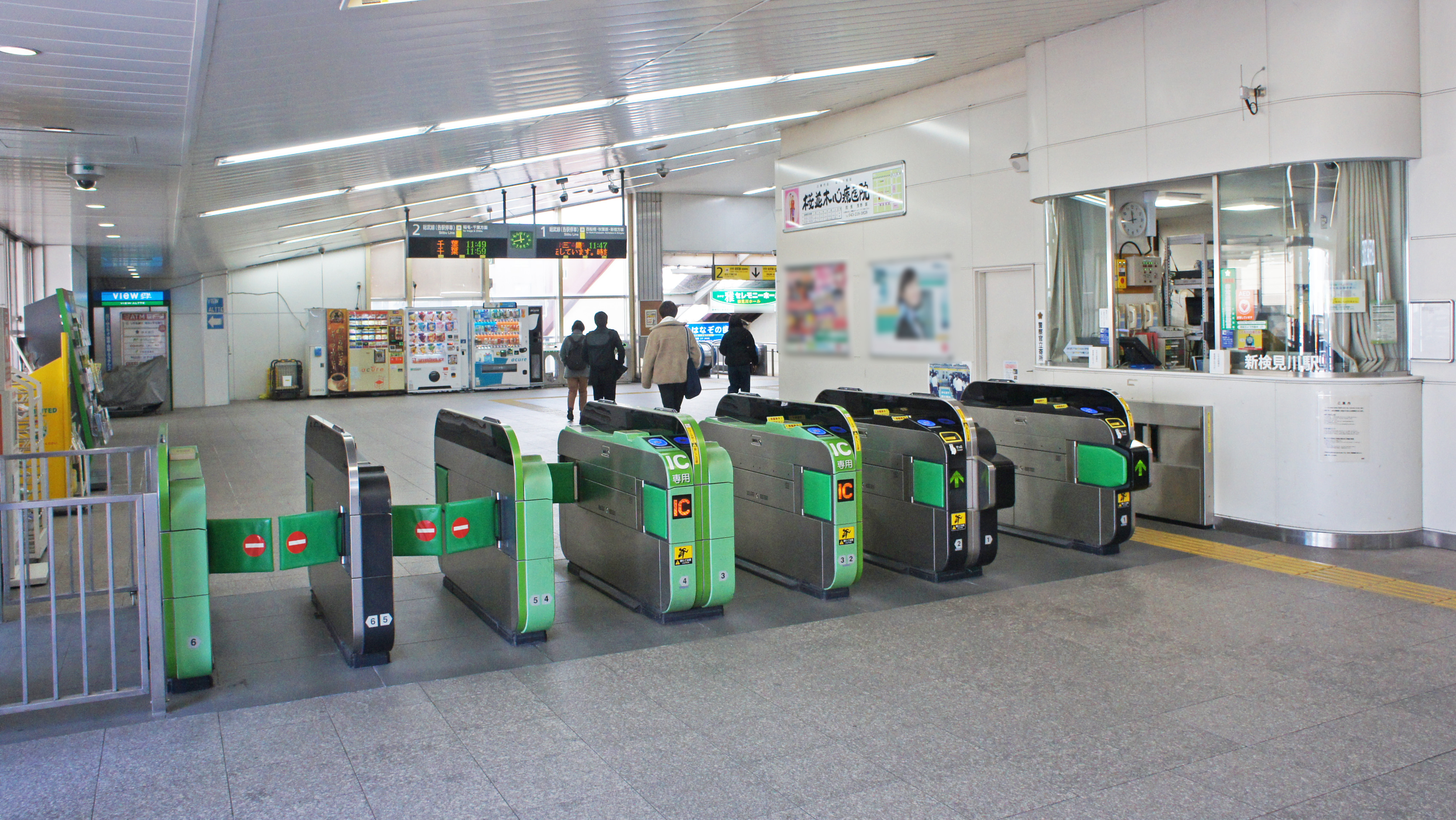
改札口（2019年12月）
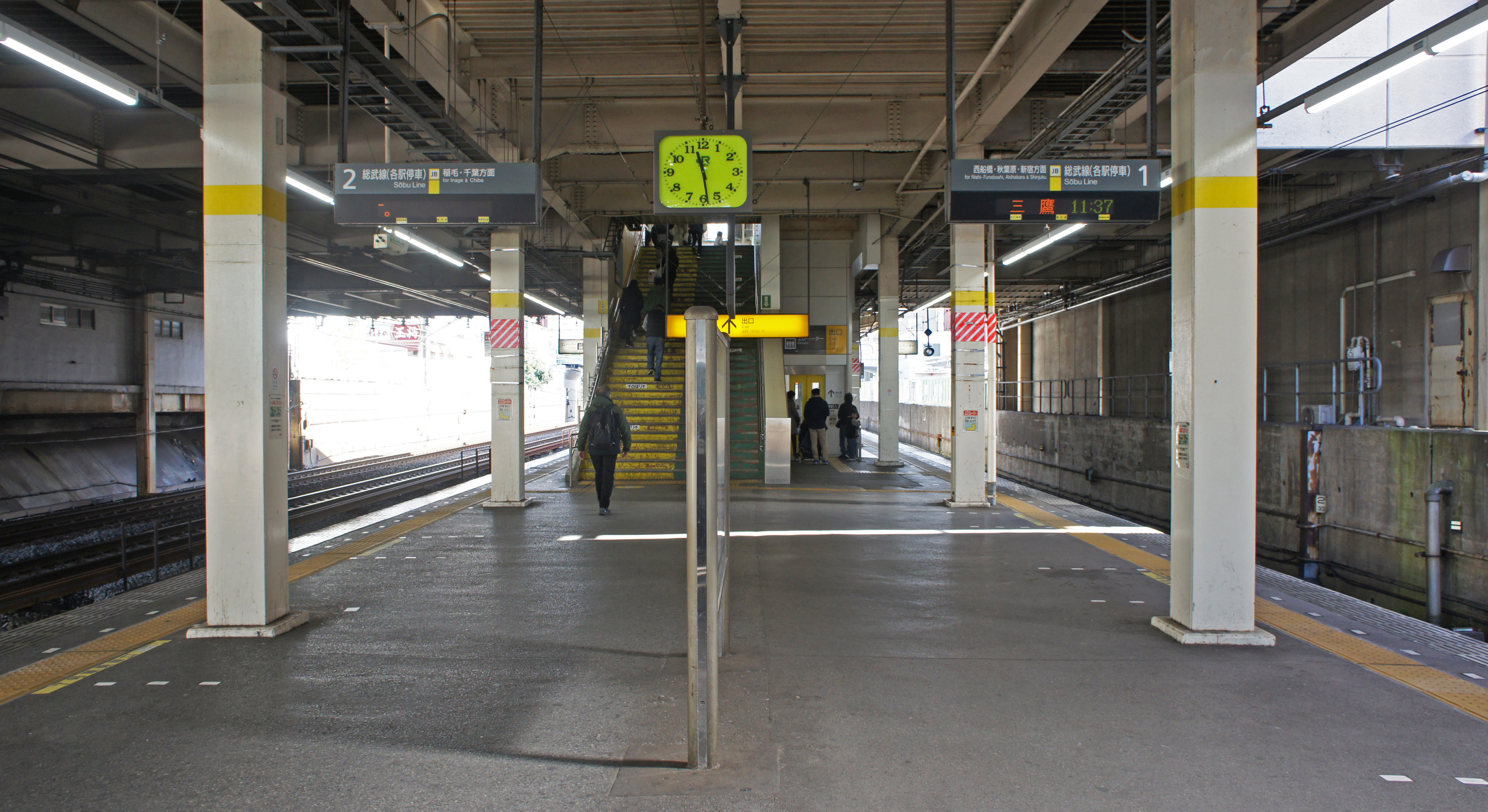
ホーム（2019年12月）

### 駅舎内の施設
- NewDays[注釈 2]
- CAFÉ de CRIÉ
- VIEW ALTTE
- 千葉銀行・千葉興業銀行・みずほ銀行・三井住友銀行ATM
- 指定席券売機

## 利用状況
2023年（令和5年）度の1日平均乗車人員は20,422人である。
開業後の年度別1日平均乗車人員の推移は以下の通り。

### 年度別1日平均乗車人員（1951年 - 2000年）
| 年度               | 1日平均 乗車人員 | 出典              |
| ------------------ | ---------------- | ----------------- |
| 1951年（昭和26年） | 1,992            | [ 千葉県統計 1 ]  |
| 1952年（昭和27年） | 2,645            | [ 千葉県統計 2 ]  |
| 1953年（昭和28年） | 3,059            | [ 千葉県統計 3 ]  |
| 1954年（昭和29年） | 3,142            | [ 千葉県統計 4 ]  |
| 1955年（昭和30年） | 3,414            | [ 千葉県統計 5 ]  |
| 1956年（昭和31年） | 3,795            | [ 千葉県統計 6 ]  |
| 1957年（昭和32年） | 3,939            | [ 千葉県統計 7 ]  |
| 1958年（昭和33年） | 4,209            | [ 千葉県統計 8 ]  |
| 1959年（昭和34年） | 4,918            | [ 千葉県統計 9 ]  |
| 1960年（昭和35年） | 5,675            | [ 千葉県統計 10 ] |
| 1961年（昭和36年） | 6,217            | [ 千葉県統計 11 ] |
| 1962年（昭和37年） | 7,023            | [ 千葉県統計 12 ] |
| 1963年（昭和38年） | 8,092            | [ 千葉県統計 13 ] |
| 1964年（昭和39年） | 8,947            | [ 千葉県統計 14 ] |
| 1965年（昭和40年） | 9,561            | [ 千葉県統計 15 ] |
| 1966年（昭和41年） | 10,469           | [ 千葉県統計 16 ] |
| 1967年（昭和42年） | 11,039           | [ 千葉県統計 17 ] |
| 1968年（昭和43年） | 11,732           | [ 千葉県統計 18 ] |
| 1969年（昭和44年） | 11,878           | [ 千葉県統計 19 ] |
| 1970年（昭和45年） | 12,811           | [ 千葉県統計 20 ] |
| 1971年（昭和46年） | 13,371           | [ 千葉県統計 21 ] |
| 1972年（昭和47年） | 14,913           | [ 千葉県統計 22 ] |
| 1973年（昭和48年） | 19,387           | [ 千葉県統計 23 ] |
| 1974年（昭和49年） | 22,673           | [ 千葉県統計 24 ] |
| 1975年（昭和50年） | 26,683           | [ 千葉県統計 25 ] |
| 1976年（昭和51年） | 29,684           | [ 千葉県統計 26 ] |
| 1977年（昭和52年） | 30,354           | [ 千葉県統計 27 ] |
| 1978年（昭和53年） | 32,049           | [ 千葉県統計 28 ] |
| 1979年（昭和54年） | 34,686           | [ 千葉県統計 29 ] |
| 1980年（昭和55年） | 36,192           | [ 千葉県統計 30 ] |
| 1981年（昭和56年） | 36,525           | [ 千葉県統計 31 ] |
| 1982年（昭和57年） | 36,174           | [ 千葉県統計 32 ] |
| 1983年（昭和58年） | 35,519           | [ 千葉県統計 33 ] |
| 1984年（昭和59年） | 36,688           | [ 千葉県統計 34 ] |
| 1985年（昭和60年） | 36,574           | [ 千葉県統計 35 ] |
| 1986年（昭和61年） | 31,086           | [ 千葉県統計 36 ] |
| 1987年（昭和62年） | 30,065           | [ 千葉県統計 37 ] |
| 1988年（昭和63年） | 30,711           | [ 千葉県統計 38 ] |
| 1989年（平成元年） | 30,830           | [ 千葉県統計 39 ] |
| 1990年（平成02年） | 29,887           | [ 千葉県統計 40 ] |
| 1991年（平成03年） | 29,545           | [ 千葉県統計 41 ] |
| 1992年（平成04年） | 29,282           | [ 千葉県統計 42 ] |
| 1993年（平成05年） | 29,196           | [ 千葉県統計 43 ] |
| 1994年（平成06年） | 28,527           | [ 千葉県統計 44 ] |
| 1995年（平成07年） | 28,085           | [ 千葉県統計 45 ] |
| 1996年（平成08年） | 27,751           | [ 千葉県統計 46 ] |
| 1997年（平成09年） | 26,829           | [ 千葉県統計 47 ] |
| 1998年（平成10年） | 26,352           | [ 千葉県統計 48 ] |
| 1999年（平成11年） | 25,971           | [ 千葉県統計 49 ] |
| 2000年（平成12年） | 25,695           | [ 千葉県統計 50 ] |

### 年度別1日平均乗車人員（2001年以降）
| 年度               | 1日平均 乗車人員 | 出典              |
| ------------------ | ---------------- | ----------------- |
| 2001年（平成13年） | 25,560           | [ 千葉県統計 51 ] |
| 2002年（平成14年） | 25,201           | [ 千葉県統計 52 ] |
| 2003年（平成15年） | 24,987           | [ 千葉県統計 53 ] |
| 2004年（平成16年） | 24,594           | [ 千葉県統計 54 ] |
| 2005年（平成17年） | 24,143           | [ 千葉県統計 55 ] |
| 2006年（平成18年） | 24,061           | [ 千葉県統計 56 ] |
| 2007年（平成19年） | 23,852           | [ 千葉県統計 57 ] |
| 2008年（平成20年） | 23,800           | [ 千葉県統計 58 ] |
| 2009年（平成21年） | 23,337           | [ 千葉県統計 59 ] |
| 2010年（平成22年） | 23,101           | [ 千葉県統計 60 ] |
| 2011年（平成23年） | 22,873           | [ 千葉県統計 61 ] |
| 2012年（平成24年） | 22,894           | [ 千葉県統計 62 ] |
| 2013年（平成25年） | 23,467           | [ 千葉県統計 63 ] |
| 2014年（平成26年） | 23,084           | [ 千葉県統計 64 ] |
| 2015年（平成27年） | 23,208           | [ 千葉県統計 65 ] |
| 2016年（平成28年） | 23,005           | [ 千葉県統計 66 ] |
| 2017年（平成29年） | 22,940           | [ 千葉県統計 67 ] |
| 2018年（平成30年） | 23,046           | [ 千葉県統計 68 ] |
| 2019年（令和元年） | 22,703           | [ 千葉県統計 69 ] |
| 2020年（令和02年） | 17,876           |                   |
| 2021年（令和03年） | 18,578           |                   |
| 2022年（令和04年） | 19,677           |                   |
| 2023年（令和05年） | 20,422           |                   |

備考
1. ↑  1951年7月15日開業。開業日から同年12月31日までの計170日間を集計したデータ。

## 駅周辺

### 南口

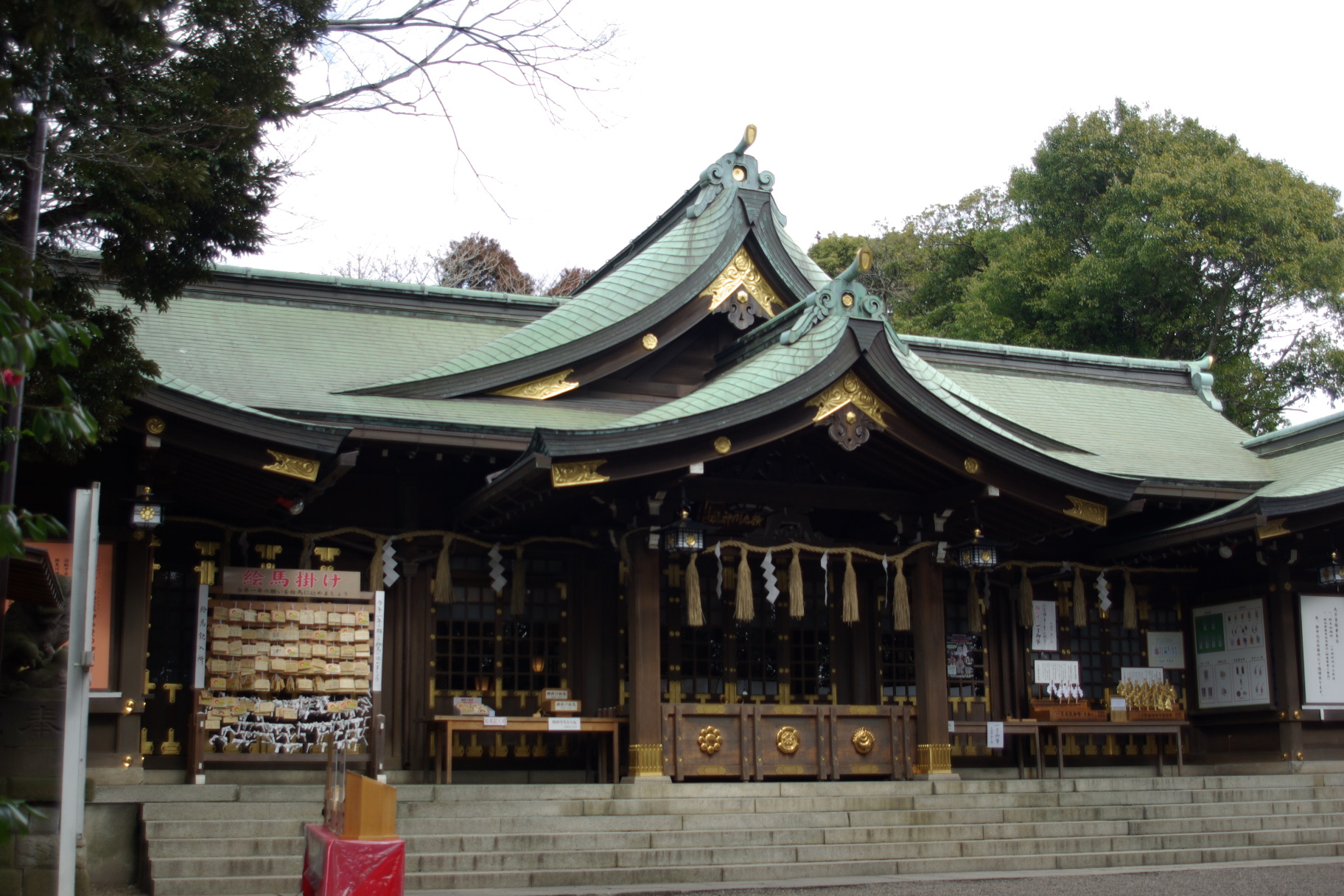
検見川神社

- 京成電鉄千葉線 検見川駅 - 徒歩約5分程度
- 東関東自動車道
- 国道14号
- 国道357号
- 千葉西警察署 新検見川駅前交番
- 千葉検見川郵便局
- 検見川送信所
- 検見川無線グラウンド
- 西友 新検見川店
- 検見川神社
- 千葉市新検見川公園

※JR京葉線︎ ︎ ︎検見川浜駅は、3km近く離れている。

### 北口

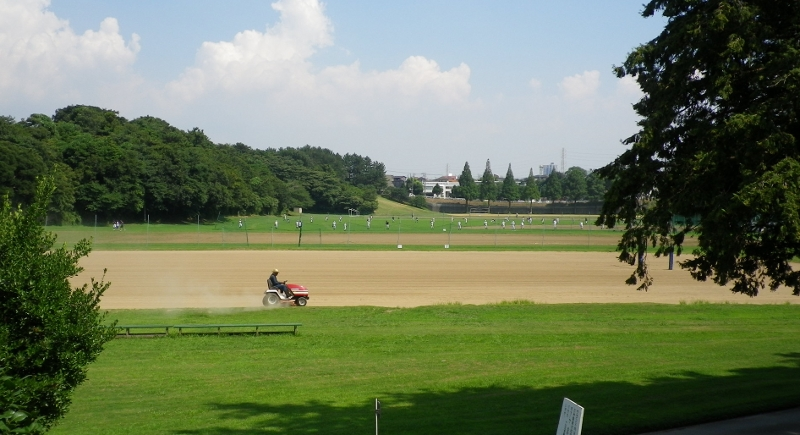
東京大学検見川総合運動場

- 千葉花園郵便局
- 千葉市立花園中学校
- 千葉市立花園小学校
- 東京大学大学院薬学系研究科附属薬用植物園
- 東京大学検見川総合運動場
- さつきが丘団地
- 西小中台団地
- ヤックスドラッグ 新検見川店
- 千葉銀行 新検見川支店
- 京葉銀行 新検見川支店
- 千葉興業銀行 検見川支店
- 千葉信用金庫 花園支店
- 千葉市花園公園

## バス路線

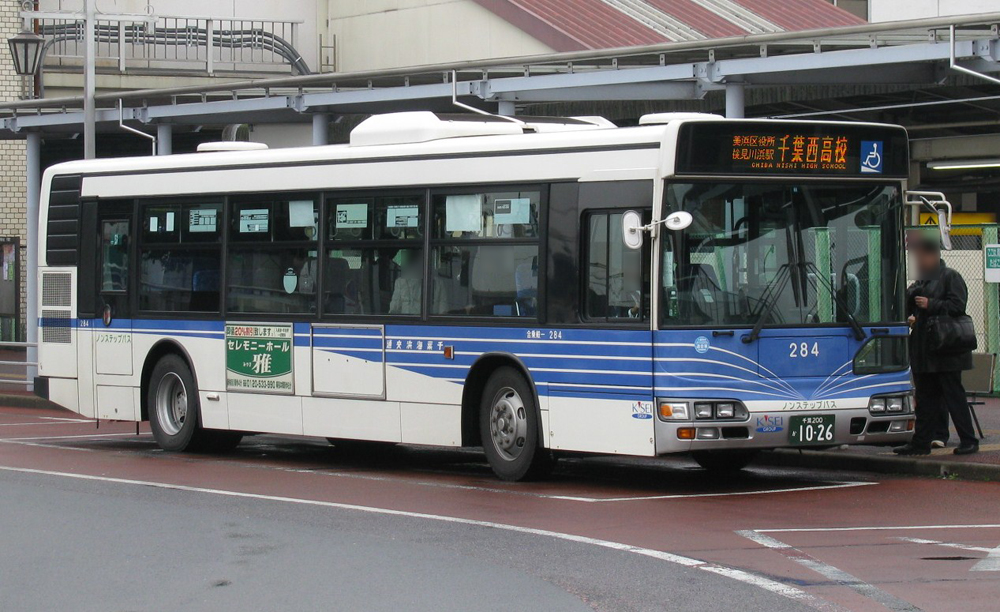
南口駅前ロータリーに停車中の千葉海浜交通（2007年12月29日）

北口は駅からやや離れた場所に、南口は駅前のロータリーにバス停留所が設置されている。

### 北口

#### 新検見川駅
京成バスが運行する路線バスが発着する。
| 乗り場 | 運行事業者 | 系統・行先                                                     | 備考                         |
| ------ | ---------- | -------------------------------------------------------------- | ---------------------------- |
| 1      | 京成バス   | 検01・検31：さつきが丘団地 / 草野車庫 検01：いきいきプラザ     |                              |
| 2      | 京成バス   | 検01・検11：花見川区役所                                       | 平日朝夕を除き南口からも発着 |
| 3      | 京成バス   | 検21・検23：いきいきプラザ / 草野車庫 検22：こてはし団地       | 1日1本のみ                   |
| 4      | 京成バス   | 八千02・八千04：八千代台駅 八千03：柏井高校                    | 「八千03」は平日のみ         |
| 5      | 京成バス   | 検11：新検見川駅南口 検31：海浜病院 八千02・八千04：海浜幕張駅 | 「検31」は平日のみ           |

#### ターミナル前
平和交通が運行する路線バスが発着する。
- 西小中台団地 ※南口からも発着
- 新検見川駅（西小中台団地循環） ※南口からも発着。平日夕方 - 夜間のみ
- 新検見川駅

### 南口
京成バス・京成バス千葉セントラル・平和交通が運行する路線バスが発着する。
| 乗り場 | 運行事業者             | 系統・行先                                                          | 備考 |
| ------ | ---------------------- | ------------------------------------------------------------------- | --- |
| 1      | 京成バス               | 検11：花見川区役所                                                  | 北口からも発着                                                                                                   |
| 1      | 京成バス千葉セントラル | 海浜幕張駅 海浜病院 幕張豊砂駅（イオンモール幕張新都心） 検見川浜駅 | 幕張豊砂駅（イオンモール幕張新都心）行は土休日のみ 検見川浜駅行は朝のみ                                          |
| 2      | 平和交通               | 新検見川駅（西小中台団地循環） 西小中台団地 にれの木台中央          | 新検見川駅行は北口からも発着。平日夕方 - 夜間のみ 西小中台団地行は北口からも発着 にれの木台中央行は平日朝3本のみ |
| 3      | 京成バス千葉セントラル | 検見川浜駅                                                          | |
| 4      | 京成バス千葉セントラル | 磯辺高校 稲毛ヨットハーバー 海浜病院                                | |
| 5      | 京成バス千葉セントラル | 検見川浜駅                                                          | 朝は1番のりばから発車                                                                                            |

## 隣の駅
東日本旅客鉄道（JR東日本）
 総武線（各駅停車）
幕張駅 (JB 35) - 新検見川駅 (JB 36) - 稲毛駅 (JB 37)